# Ophiomyia gnaphalii
Ophiomyia gnaphalii är en tvåvingeart som beskrevs av Erich Martin Hering 1949. Ophiomyia gnaphalii ingår i släktet Ophiomyia och familjen minerarflugor.
Artens utbredningsområde är Tyskland. Inga underarter finns listade i Catalogue of Life.